# Little Pokororo (rivière)

La rivière Little Pokororo  (en anglais : Little Pokororo River) est un cours d’eau de la région de  Tasman dans l’Île du Sud de la Nouvelle-Zélande.

## Géographie
Comme sa voisine, la rivière  Pokororo , c’est un affluent de la rivière Motueka, qu’elle rencontre à 15 kilomètres au sud-ouest de la ville de  Motueka.